# Plutothrix ceonotalis
Plutothrix ceonotalis är en stekelart som beskrevs av Heydon 1997. Plutothrix ceonotalis ingår i släktet Plutothrix och familjen puppglanssteklar. Inga underarter finns listade i Catalogue of Life.